# Willa Zygmunta Richtera
Willa Zygmunta Richtera – willa położona przy ul. Wólczańskiej 199 w Łodzi.

## Historia
Rezydencję zbudował w 1888 roku fabrykant Zygmunt Richter. Willa utrzymana w stylu eklektycznym o charakterze neorenesansowym. Po II wojnie światowej przez wiele lat budynek zajmowało przedszkole. W latach 90. rozpoczęto restaurację rezydencji. Odtworzono dawny wygląd fasadzie i wszystkim pomieszczeniom, przywracając pierwotny wygląd sztukateriom, dębowym boazeriom, marmurowym kominkom oraz łukowate sklepienia i oryginalne witraże. W willi mieściła się siedziba Międzynarodowych Targów Łódzkich.
Od 28 listopada 2014 właścicielem budynku jest Izba Adwokacka w Łodzi. Willa została kupiona z przeznaczeniem na siedzibę Okręgowej Rady Adwokackiej w Łodzi.